# Club du vieux manoir
Le Club du vieux manoir (CVM) est une association française à but non lucratif fondée en 1952 par Maurice Duton. Il invente alors la notion de « loisir-chantier-patrimoine » avec la mise en place de chantiers de jeunes dont le but est d’offrir des loisirs de plein air aux jeunes dans un cadre d’Éducation Populaire. À travers des activités de restauration et de sauvegarde de monuments historiques publics, les jeunes deviennent acteurs de leurs vacances.
Reconnue d'utilité publique en 1970, l’association reçoit les agréments des ministères de la Jeunesse et des Sports, de la Culture et de l’Environnement.
Ainsi, l’association œuvre pour un loisir engagé.

## Histoire

### De 1952 à 1970
Maurice Duton crée l’association en 1952 et la notion de « loisir-chantier-patrimoine » avec l’ouverture du camp chantier au château fort de Guise. Le Club du Vieux Manoir fait alors partie des pionniers dans ce domaine au niveau européen, puisque la restauration de monuments par des jeunes lors de camps est très peu développée et qualifiée de « lubie ».
Les activités se poursuivent avec la création d’un premier musée archéologique, le déblaiement de nombreuses salles et leur ouverture au public. Après dix ans d’activité, le Club du Vieux Manoir est récompensé par André Malraux qui lui remet le premier des prix Chefs-d'œuvre en péril appelé « Le Goncourt des vieilles pierres » par le journal « Le Monde ».
L’association ouvre de nouveaux chantiers de rénovation aux abbayes de Trois Fontaines, de Vauclair et pour la Colmier-le-Bas).

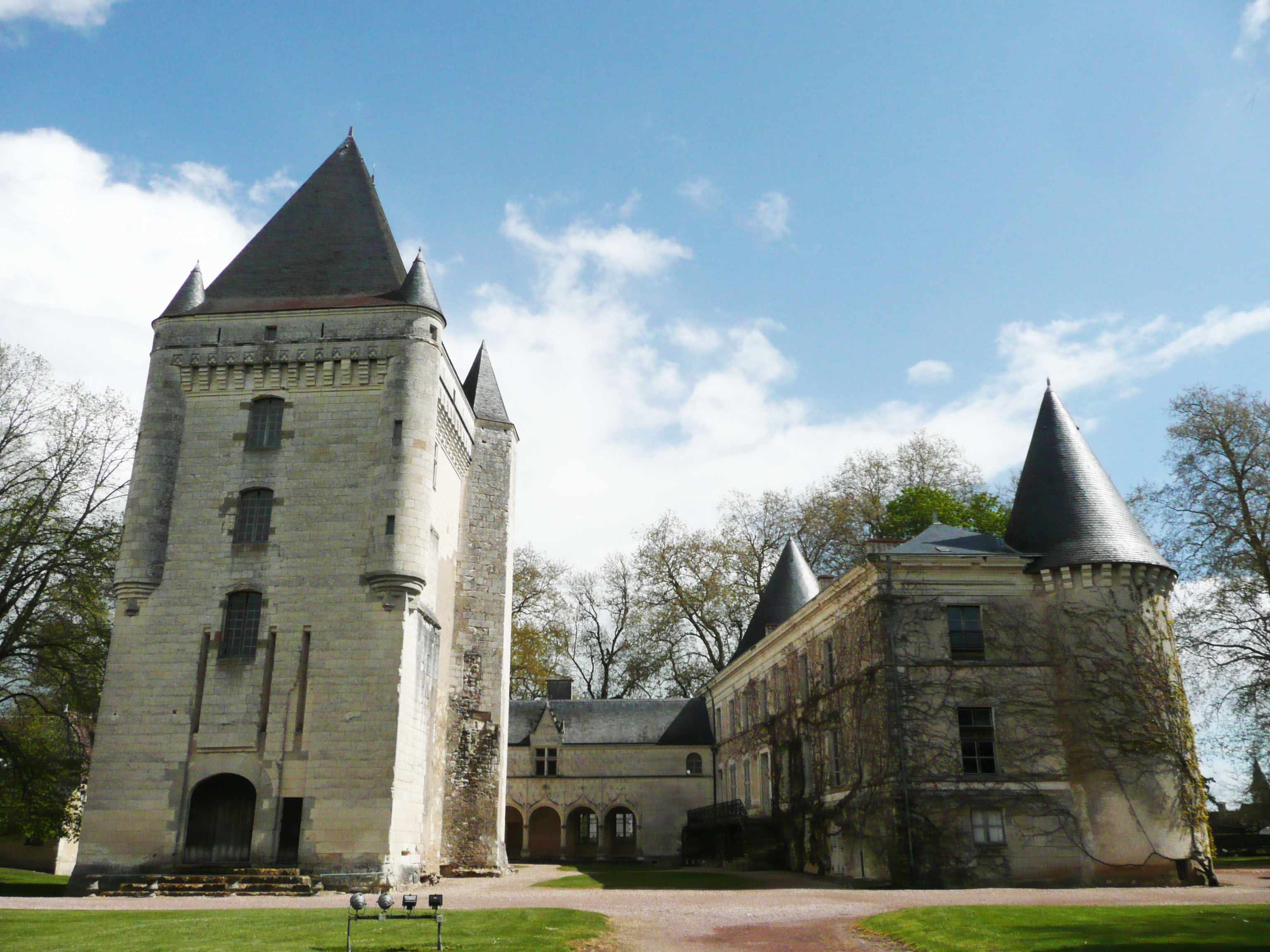
Le château d'Argy accueille les formations et les camps chantiers patrimoine du Club du Vieux Manoir

En 1966, elle se développe au niveau national en ouvrant simultanément des chantiers à Valady, Hérisson, Lavardin, Lavardens et Argy). Le CVM fait également l’acquisition du Château d’Argy.
L’augmentation du nombre de camps chantiers et donc du nombre de bénévoles à encadrer incite le Club du Vieux Manoir à assurer par ses propres moyens la formation de ses équipes. L'École pratique de sauvetage, restauration et animation des monuments anciens et des sites est alors créée au Château d’Argy. La formation est dispensée en coopération avec les partenaires institutionnels de l’association que sont les ministères de la Jeunesse et des Sports ainsi que le ministère de la Culture .
Le Club du Vieux Manoir est reconnu d’utilité publique par décret le 8 juillet 1970 et reçoit les agréments des Ministères de la Jeunesse et des Sports, de la Culture et de l’Environnement.

### De 1970 à 1994
En 1972, le Club du Vieux Manoir poursuit son développement en privilégiant des domaines techniques précis et spécialisés avec l'aide de jeunes bénévoles. L’expansion nationale se poursuit à travers l’ouverture de divers chantiers patrimoine : le fort Napoléon en Guadeloupe, restauré et dégagé de la végétation tropicale peut ainsi être inscrit dans les circuits de tourisme international. Les églises et forts de Briançon ainsi que le Fort-Carré d’Antibes reçoivent les jeunes volontaires du CVM qui les restaurent et les ouvrent aux visites. Enfin, l’association intervient à l’Abbaye Sainte-Claire de Sarlat, aux cimetières de Montmartre et du Père Lachaise dans le cœur de Paris.
Les années 1980 marquent un tournant dans l’histoire de l’association. Ainsi en 1982 la barre des 80 000 participants est atteinte. Le Club du Vieux Manoir est de plus en plus sollicité par les institutions publiques qui soutiennent sa démarche. L’association reçoit plus de 25 prix au concours national de la Caisse nationale des Monuments historiques, un prix de l’Académie française, un « Livre d'or des français »...
En 1984, l’association est contactée par la Direction régionale des Affaires culturelles de Picardie qui lui propose de prendre en charge l’ancienne abbaye royale du Moncel. À cette occasion, un bail emphytéotique de 66 ans est signé. Le travail du Club du Vieux Manoir sur le site est récompensé dès 1985 avec la remise du grand prix européen du Patrimoine.
L’association entame son 200e chantier en 1991 avec la Tour Harold de Saint-Valéry-sur-Somme et en 1994, reçoit la médaille d’or de l'Étoile civique - promotion Saint-Exupéry.

### De 1994 à 2013
Durant cette période, le Club du Vieux Manoir concentre ses activités sur ses trois chantiers permanents : le Château-fort, l’ancienne abbaye royale du Moncel et le château d’Argy. Le 18 décembre 2000, Maurice Duton décède à l’âge de 72 ans, Jean-Louis Langlais lui succède.
En 2002, l’association fête les 50 ans des camps chantiers patrimoine. Les festivités ont lieu autour des monuments permanents et semi-permanents  avec notamment des animations, des ateliers pédagogiques… Ainsi qu’une exposition itinérante retraçant son histoire et celle de ses chantiers de restauration.
Claude Josse devient président du CVM en 2009. La même année, l’association fête les 700 ans de l’ancienne abbaye royale du Moncel et en 2012-2013 fête ses 60 ans.

## Fonctionnement

### Activités
La ligne directrice de l’ensemble des chantiers de jeunes bénévoles veut que l’expérience soit ouverte à tous ceux qui choisissent de consacrer une part de leurs loisirs à :
- sauver et mettre en valeur des monuments historiques et des sites menacés, avec des activités de chantiers bénévoles,
- ouvrir les monuments au public,
- créer et gérer des musées pour rendre accessible à tous, le patrimoine culturel local,
- publier des études historiques, archéologiques ou de tourisme culturel. Entreprendre des actions concrètes de protection et d'initiation à l'environnement.

Le Club du Vieux Manoir accueille notamment de jeunes bénévoles mineurs, à partir de 14 ou 18 ans selon les chantiers.

#### Les chantiers

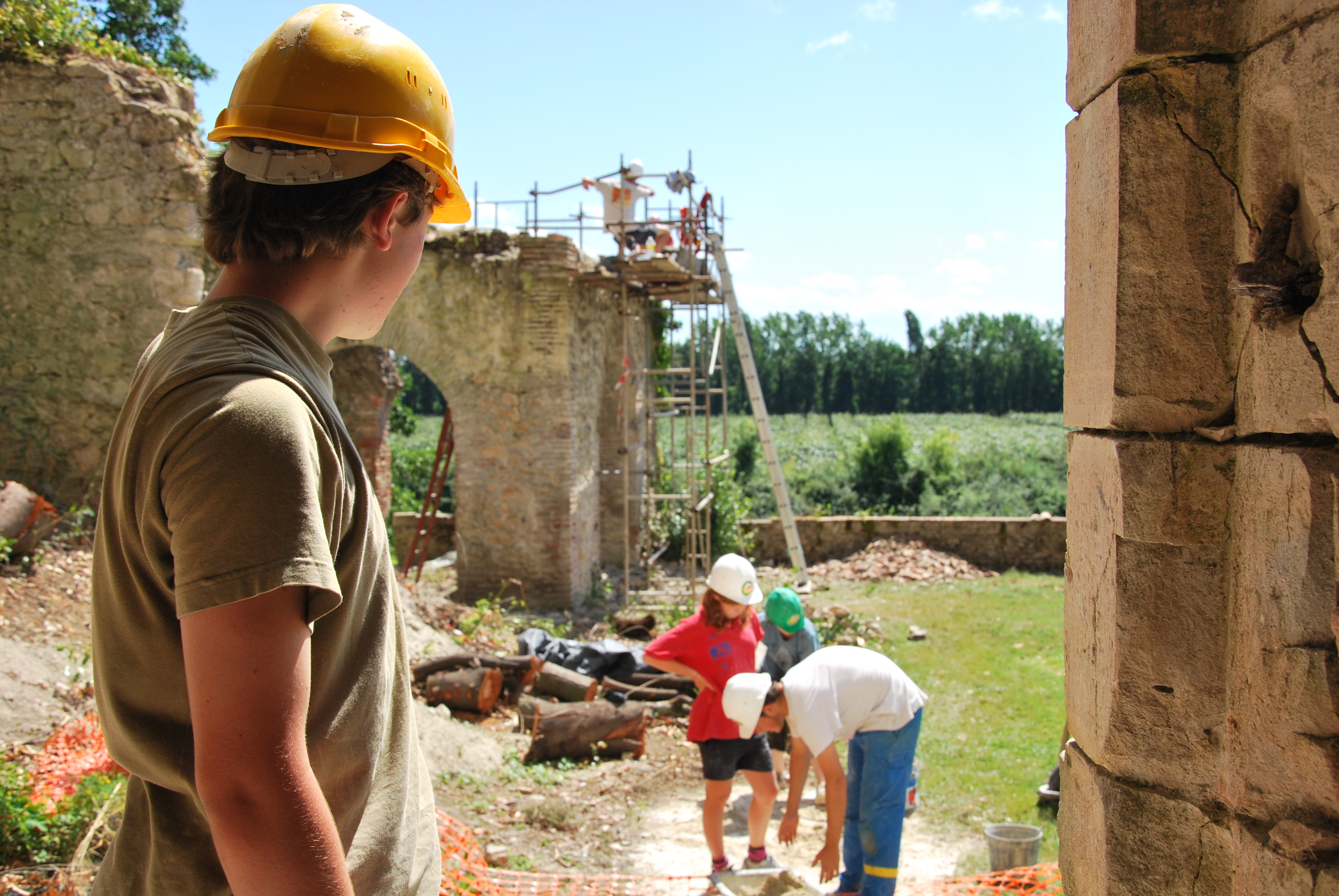
Les camps chantiers patrimoine organisés par le Club du Vieux Manoir.

Le CVM organise des camps chantiers patrimoine au cours desquels les volontaires reçoivent une formation théorique et pratique. Ils peuvent alors travailler sur l’ensemble des étapes d’un chantier, de la restauration à la reconstruction dans le respect des bâtiments d’origine, sans oublier les activités d’entretien et d’aménagement de l’environnement. L’association a également pour objectif de valoriser le patrimoine à travers des activités culturelles ponctuelles telles que des reconstitutions historiques, des visites guidées, des expositions et des festivals.
L’association prône la mixité sociale et l’échange des savoirs, ce qui correspond aux valeurs de l’Éducation Populaire. Les chantiers de restauration de monument sont ouverts essentiellement en été.
L’association propose différentes activités lors de ses camps chantiers patrimoine :
- Restauration et sauvegarde du patrimoine, formation aux techniques traditionnelles de construction,
- mise en valeur touristique et architecturale, connaissance et animation de l’environnement culturel et patrimonial,
- protection et promotion de l’environnement à travers : « les chantiers de restauration et de sauvegarde du patrimoine naturel, les chantiers ayant trait à l’aménagement du cadre de vie, aux problèmes de pollution et de déchets, aux aménagements favorisant l’accueil du public dans les espaces naturels… ainsi que les chantiers qui s’appliquent à des actions d’information et de sensibilisation à l’environnement, intégrant et illustrant la notion de développement durable[9]. »

##### La formation
En 1966, l’association créa l’École pratique du patrimoine, restauration et animation des monuments anciens et des sites au château d’Argy. Cette école forme (à partir de 17 ans) les bénévoles qui souhaitent acquérir des techniques utiles à la restauration des monuments et à la vie des camps. Ce qui permet aux stagiaires de devenir animateurs du patrimoine en préparant le BAFA puis le BAFD.
Activités liées :
- Stages et sessions de formation, initiation de spécialisation pour l'animation et l'encadrement des séjours et des chantiers patrimoine.
- Ateliers de formation aux techniques du patrimoine.

### Lieux d'intervention
L’association intervient exclusivement sur les bâtis anciens à la demande des services publics, dont certains sont classés Monuments Historiques. Le terme de « monument historique » est une reconnaissance par la Nation de la valeur patrimoniale d’un bien, c’est un statut juridique. Il désigne différents types de bâtis : châteaux, abbayes, églises, maisons, lavoirs, moulins, rues pavées…

### Encadrement pédagogique
La technicité des activités proposées demande un encadrement de qualité et expérimenté. Ce dernier peut être soit bénévole, soit salarié. Formé à l’accueil de mineurs, à la réglementation en vigueur, mais également formé aux différentes techniques de chantier, des plus simples (mise en valeur paysagère, rejointoiement) aux plus complexes (montage d’échafaudages, mise en place de voûtes).
Lors des chantiers ouverts aux mineurs, « L’association organisatrice [...] a recours soit à des animateurs et directeurs titulaires d’un diplôme, titre ou certificat de qualification figurant sur la liste prévue aux articles R. 227-12 et R. 227-14 du code de l’action sociale et des familles, soit à des personnes dont l’expérience et les compétences techniques et pédagogiques répondent à l’objet particulier du chantier ou qui ont suivi des formations reconnues dans le secteur considéré ».
Les diplômes nécessaires pour l’encadrement sont définis par la réglementation des séjours de vacances suivant l’arrêté du 21 mars 2003.
Enfin, l’encadrement est complété par des « jeunes qualifiés », qui, sans détenir les brevets ou diplômes requis, possèdent l’expérience de par leur ancienneté, implication et formation au sein d’une école de formation.

### Cadre juridique
Le bénévolat, à l’inverse du volontariat, ne fait l’objet d’aucune loi. De la même manière, pendant longtemps les chantiers de bénévoles n’ont été encadrés par aucune législation particulière. Avec le développement des chantiers de jeunes et l’accueil de mineurs, les institutions juridiques ont mis en place deux textes. Ils établissent les caractéristiques des chantiers de jeunes bénévoles, ses relations avec le monde administratif et les moyens de son évaluation.
L’arrêté du 23 décembre 2008 (art. 1) fait entrer les chantiers de jeunes bénévoles dans la catégorie des séjours spécifiques. Cette modification est accompagnée d’une charte nationale des chantiers de bénévoles. Celle-ci délimite les objectifs et spécificités des chantiers de bénévoles, leur encadrement, organisation, sécurité et les modalités d’accueil des mineurs.
L’accueil collectif de mineurs fait l’objet d’un réglementation particulière qui définit notamment les critères pour l’encadrement et l’hébergement. De plus, chaque camp chantier doit établir un projet pédagogique qui définit les caractéristiques du camp, ses modalités d’intervention, ses objectifs pédagogiques ainsi que les critères permettant leurs évaluations. Sans oublier l’assurance, afin de satisfaire aux protections requises pour pouvoir pratiquer l’activité de chantier.

### Institutions partenaires
Ministères
- Ministère de la Culture et de la Communication
- Ministère des Sports, de la Jeunesse, de l’Éducation populaire et de la Vie associative

Régions
- Conseil régional de Picardie
- Conseil régional d'Auvergne
- Conseil régional d'Aquitaine
- Conseil régional d'Alsace
- Conseil régional du Centre
- Conseil régional de Provence-Alpes-Côte d'Azur
- Conseil régional du Nord-Pas-de-Calais
- Conseil régional de Haute-Normandie
- Conseil régional de Champagne-Ardenne
- Conseil régional de Midi-Pyrénées
- Conseil régional de Rhône-Alpes

### Liste des chantiers 2017
- Château d'Argy
- Abbaye Saint-Jean-Baptiste du Moncel
- Château-fort d'Hérisson
- Fort des Salettes à Briançon
- Château-fort de Guise
- Château d'Eymet
- Abbaye Saint-Wandrille
- Chapelle Sainte-Radegonde de Fontroubade à Lussas-et-Nontronneau
- Église Saint-Ursmar d'Eppe-Sauvage
- Citadelle de Besançon
- Château-fort de Castelroc à Saint-Antonin-de-Lacalm
- Ponts médiévaux de Vence

### Liste des chantiers 2022
- Ancien canal de Provence à Esparron de Verdon (04)
- Chapelle Ste Radegonde de Fontroubade à Lussas-et-Nontronneau (24)
- Château Fort de Guise (02)
- Lavoir et Source de Sainte-Tulle (04)
- Mine d'Argent de L'Argentière-la-Bessée (05)
- Ancienne Abbaye Royale du Moncel à Pontpoint (60)
- Citadelle Vauban de Besançon (25)
- Place Forte Vauban de Mont-Dauphin (05)
- Château de Montfaucon (25)
- Château de Hérisson (03)
- Château de Marqueyssac à Saint-Pantaly-d'Ans (24)
- L'Archéosite des Rue-des-Vignes (59)
- Chapelle Saint-Julien de Dourlers (59)

### Listes des chantiers 2023
- Château Fort de Guise (02)
- Mine d'Argent de L'Argentière-la-Bessée (05)
- Ancienne Abbaye Royale du Moncel à Pontpoint (60)
- Citadelle Vauban de Besançon (25)
- Château de Montfaucon (25)
- Château de Marqueyssac à Saint-Pantaly-d'Ans (24)
- Chapelle Saint-Julien de Dourlers (59)
- Castellas d'Aureille (13)
- Chateau fort Delphinal de Saint-Laurent-de-Mure (69)
- Les statues en bois de Thônes (74)
- Moulin d'Ancelles (05)
- Place Forte Vauban Mont-Dauphin (05)

### Listes des chantiers 2024
- Château Fort de Guise (02)
- Porte Royale d'Auxonne (21)
- Ancienne Abbaye Royale du Moncel à Pontpoint (60)
- Moulin et ancienne chapelle du Mont Calipet à Pont-Sainte-Maxence (60)
- Citadelle Vauban de Besançon (25)
- Château de Montfaucon (25)
- Château de Marqueyssac à Saint-Pantaly-d'Ans (24)
- Castellas d'Aureille (13)
- Moulin d'Ancelles (05)
- Mine d'Argent de L'Argentière-la-Bessée (05)
- Place Forte Vauban Mont-Dauphin (05)
- Chemin touristique de la Combarine à Puy-Saint-Pierre (05)
- Lavoir des Guibertes à Le Monêtier-les-Bains (05)
- Ancienne Abbaye de Maroilles (59)